# Aleksandra Rej
Aleksandra Rey (Rej) (ur. 2 lipca 1974 w Tychach) – artysta malarz, grafik użytkowy.

## Życiorys
Ukończyła I LO im. J. Słowackiego w Chorzowie. W 1998 ukończyła studia na Akademii Sztuk Pięknych w Krakowie, Wydziale Grafiki w Katowicach. Studiowała w Pracowni Malarstwa prof. R. Nowotarskiego oraz w Pracowni Projektowania Graficznego prof. T. Jury.
W latach 2000–2004 prezes Stowarzyszenia Chorzowskich Artystów Plastyków. Od 2001 kierownik Miejskiej Galerii Sztuki MM w Chorzowie. Uprawia malarstwo oraz grafikę użytkową.

## Dorobek twórczy
wystawy indywidualne:
- 1998 – galeria ASP, Górnośląskie Centrum Kultury
- 1999 – Galeria „Przy kominku” Chorzów
- 2001 – Köln (Niemcy)
- 2007 - Organika i Geometria – Miejska Galeria Sztuki MM w Chorzowie
- 2008 - Kancelara GLN, Warszawa
- 2010 - „Zielnik, Organika”, Galeria Politechniki Śląskiej, Gliwice; „Aleksandra Rej – malarstwo”, Galeria pod schodami u Józefa, Chorzów; „Aleksandra Rej – malarstwo”, „Inny Śląsk” Tarnowskie Góry
- 2011 - „Organika i geometria”, Galeria Beskidzka, Szczyrk
- 2013 - Galeria Sztuki Współczesnej, Dom Środowisk Twórczych, Pałac T. Zielińskiego, Kielce; Miejska Galeria Sztuki MM, Chorzów;

wystawy zbiorowe:
- 1999 – Centrum Kultury, Ózd (Węgry) II Jesienna Wystawa SChAP, Muzeum w Chorzowie
- 2000 - „Wenus 2000”, Chorzów „Inne spojrzenie”, Chorzów „Ein Polnisches Treffen in Köln”, Ignis, Köln (Niemcy) III Jesienna Wystawa SChAP, Miejska Galeria Sztuki „MM” w Chorzowie
- 2000/2001 – „Przekroczyć próg nadziei”, Miejska Galeria Sztuki „MM” w Chorzowie Katowice, Muzeum Archidiecezjalne
- 2001 – wystawy z cyklu „Razem i osobno” - Opole, Galeria Sztuki Współczesnej Rzym, Instytut Polski Termoli, Castello Svevo di Frederico II (Włochy) Zlin (Czechy), Teatr Miejski IV Jesienna Wystawa SChAP, Miejska Galeria Sztuki „MM” w Chorzowie
- 2002 – „Razem i osobno, Kołobrzeg, Galeria Sztuki Współczesnej V Jesienna Wystawa SChAP, Miejska Galeria Sztuki „MM” w Chorzowie
- 2003 – Stara Kordegarda, Warszawa Zapiecek u Jędrysa, Wisła Espace Matisse, Creil, Francja VI Jesienna Wystawa SChAP, Miejska Galeria Sztuki „MM” w Chorzowie
- 2004 – „Ku światłu”, Galeria „Pod schodami u Józefa”, Chorzów Wystawy laureatów Lexmark European Art Prize 2004, Galeria Program, Warszawa, Muzeum „Galicja” w Krakowie Wystawa SChAP, Galeria Sztuki Współczesnej 78, Gdynia VII Jesienna Wystawa SChAP, Miejska Galeria Sztuki „MM” w Chorzowie Plener Katowicki; wystawy poplenerowe: Muzeum Historii Katowic, Galeria ArtNova, Katowice, VIII Jesienna Wystawa SChAP, Miejska Galeria Sztuki „MM” w Chorzowie, Wystawa II Ogólnopolskiego Konkursu im. M. Michalika na Obraz dla Młodych Malarzy, Miejska Galeria Sztuki w Częstochowie,
- 2005 – Wystawa prac finalistów „Obraz Roku 2004 im. Ewy Świtalskiej”, Pałac Królikarnia, Warszawa IX Jesienna Wystawa SChAP, Miejska Galeria Sztuki „MM” w Chorzowie Wystawa II Ogólnopolskiego Konkursu im. M. Michalika na Obraz dla Młodych Malarzy, Instytut Polski w Sztokholmie,
- 2006 - ”Jestem”, BWA Katowice X Jesienna Wystawa SChAP, Miejska Galeria Sztuki „MM” w Chorzowie
- 2007 – Iserlohn, Galeria Miejska Remagen, Willa Ars Porta XI Jesienna Wystawa SChAP, Miejska Galeria Sztuki „MM” w Chorzowie
- 2008 - XII Jesienna Wystawa SChAP, Miejska Galeria Sztuki „MM” w Chorzowie
- 2009 - XIII Jesienna Wystawa SChAP, Miejska Galeria Sztuki „MM” w Chorzowie
- 2010 - XIV Jesienna Wystawa SChAP, Miejska Galeria Sztuki „MM” w Chorzowie
- 2011 - Biennale Malarstwa QUADRO-ART, Centralne Muzeum Włókiennictwa, Łódź; XIII Jesienna Wystawa SChAP, Miejska Galeria Sztuki „MM” w Chorzowie; X Salon Wielkopolski 2011, Muzeum Ziemi Czarnkowskiej;
- 2012 – XV Jesienna Wystawa Stowarzyszenia Chorzowskich Artystów Plastyków.
- 2013 - Hommage a Nowotarski, Muzeum Historii Katowic; Galeria Sztuki Współczesnej w Kołobrzegu; Ogrody 2013, BWA Wałbrzych, Zamek Książ; XVI Jesienna Wystawa SChAP, Miejska Galeria Sztuki „MM” w Chorzowie.

## Nagrody i wyróżnienia
- 1998 – medal ASP w Krakowie za dyplom
- 2004 – laureatka polskiej edycji Lexmark European Art Prize 2004
- 2005 – wyróżnienie równorzędne w konkursie Obraz Roku 2004 im. Ewy Świtalskiej
- 2011 - Nagroda Prezydenta Miasta Chorzów w dziedzinie Kultury w kategorii Osiągnięcia Twórcze
- 2013 - wyróżnienie w Konkursie Malarskim „Ogrody 2013” – BWA Wałbrzych – Zamek Książ